# Lakeland South
Lakeland South – jednostka osadnicza w Stanach Zjednoczonych, w stanie Waszyngton, w hrabstwie King.